# 1734 en science
| Années de la science : 1731 - 1732 - 1733 - 1734 - 1735 - 1736 - 1737    |
| Décennies de la science : 1700 - 1710 - 1720 - 1730 - 1740 - 1750 - 1760 |

Cet article présente les faits marquants de l'année 1734 en science.

## Événements
- Le mathématicien français Pierre Bouguer introduit les symboles {\displaystyle \geq } pour supérieur ou égal et {\displaystyle \leq } pour inférieur ou égal[1].
- Le mathématicien suisse Leonhard Euler introduit la méthode du facteur intégrant pour résoudre les équations différentielles ordinaires du premier ordre (1734–1735)[2].
- James Short perfectionne le télescope. Il invente un verre argenté qui résout la question de l'opacification progressive des miroirs. Son télescope commercialisé dès 1734 grossit 1 800 fois[3].

## Publications
- George Berkeley, The Analyst: : Or, a Discourse Addressed to an Infidel Mathematician, London, J. Tonson, 1734 (présentation en ligne) (« L'Analyste : ou un discours adressé à un mathématicien infidèle »), une critique du calcul infinitésimal.
- René-Antoine Ferchault de Réaumur : Mémoires pour servir à l'histoire des insectes tome premier.

## Prix
- Médailles de la Royal Society
  - Médaille Copley : John Theophilus Desaguliers, pour des expériences de mécanique newtonienne.

## Naissances

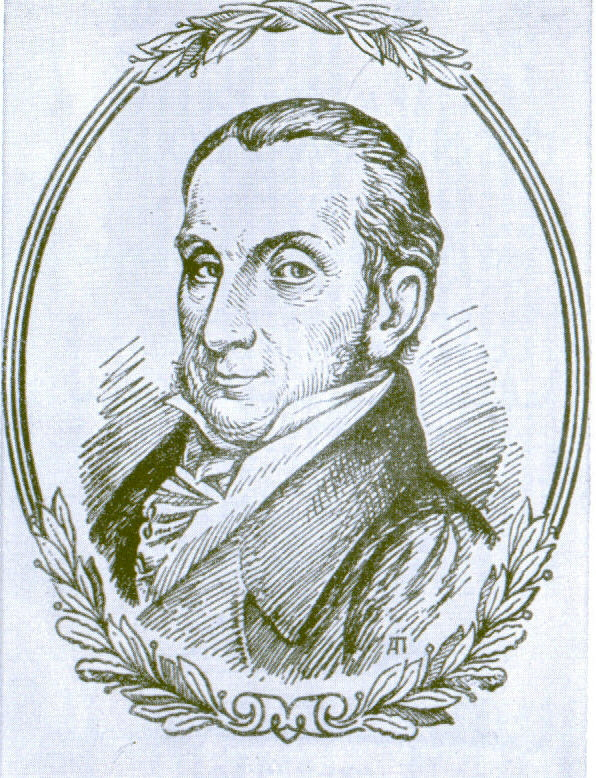
Caspar Friedrich Wolff

- 11 janvier : Achille Pierre Dionis du Séjour (mort en 1794), astronome et mathématicien français.
- 14 janvier : Mathieu-Bernard Goudin (mort vers 1805), magistrat, mathématicien et astronome français.
- 18 janvier : Caspar Friedrich Wolff (mort en 1794), biologiste allemand.
- 23 janvier
  - Johann Wolfgang von Kempelen (mort en 1804), écrivain et inventeur hongrois.
  - François Rozier (mort en 1793), botaniste et agronome français.
- 10 mars : Goryu Asada (mort en 1799), astronome japonais.
- 18 avril : Elsa Beata Bunge (morte en 1819), botaniste suédoise.
- 25 août : Charles Louis François Fossé (mort en 1812), mathématicien et militaire français[4].
- 20 septembre : Christophe Ietzler (mort en 1791), mathématicien suisse.
- 2 octobre : Giuseppe Angelo Saluzzo di Menusiglio (mort en 1810), chimiste italien[5].
- 27 novembre : Johann Euler (mort en 1800), astronome et mathématicien russo-suisse.
- 12 décembre : Fujita Sadasuke (mort en 1807), mathématicien japonais.
- 27 décembre : Nicolaas Laurens Burman (mort en 1793), botaniste néerlandais.

- Christophe Gadbled (mort en 1782), mathématicien et géographe français.
- Vers 1734 : William Wales (mort en 1798), astronome britannique.

## Décès

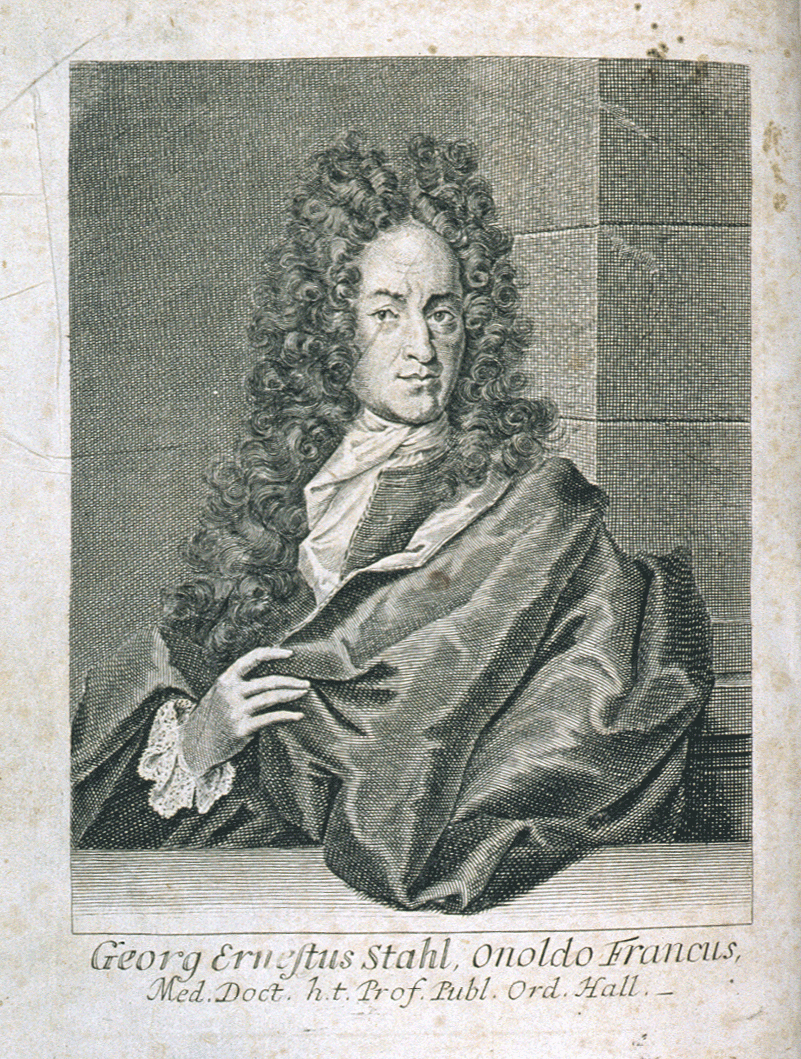
Georg Ernst Stahl.

- 9 février : Pierre Polinière (né en 1671), médecin, mathématicien et physicien français.
- 11 avril : Thomas Fantet de Lagny (né en 1660), mathématicien français.
- 25 avril : Johann Conrad Dippel (né en 1673), théologien, alchimiste et médecin allemand.
- 24 mai : Georg Ernst Stahl (né en 1659), chimiste allemand.
- 15 juin : Giovanni Ceva (né en 1647), mathématicien italien. Il est réputé pour l'important théorème de géométrie du triangle qu'il a découvert et qui porte son nom : le théorème de Ceva.